# Hjalmar Bergman
Hjalmar Fredrik Elgérus Bergman (ur. 19 listopada 1883 w Örebro, zm. 1 stycznia 1931 w Berlinie) – szwedzki pisarz.
Studiował na Uniwersytecie w Uppsali. W latach (1909–1911) przebywał w Rzymie (1923–1924) w Kalifornii. Uznawany za odnowiciela powieści mieszczańskiej w literaturze szwedzkiej.

## Twórczość
- Maria, Jesu moder (1905),
- Amourer (1910),
- Hans Nåds testamente (1910),
- Marionettspel (1917),
- Markurells i Wadköping (1919),
- Farmor och vår Herre (1921),
- Chefen Fru Ingeborg (1924),
- Clownen Jac (1930)